# Swiszczewka (obwód lipiecki)
Swiszczewka (ros. Свищевка) – wieś (sieło) w Rosji, w obwodzie lipieckim, w rejonie lew-tołstowskim. W 2010 liczyła 197 mieszkańców.